# Polygon
Polygon为美国电子游戏网站，内容涵盖电子游戏、流行文化等。网站由沃克斯传媒于2012年创立，旨在打造专业的网络新闻平台。网站正式上线时，编辑团队已集结了Joystiq、Kotaku、《The Escapist》等多家媒体的成员。2025年，沃克斯传媒将网站出售给Valnet，还裁减大批员工，因而陷入舆论旋涡。该站的报道内容注重人的因素，以长篇特写为特色。网站内容受《Vice》、《卫报》等媒体的肯定，不过其评分体系遭致《国家报》的批评。

## 历史

### 沃克斯传媒（2012—2025年）
Polygon最初属沃克斯传媒旗下，是立足于电子游戏的博客。该公司总部位于纽约与华盛顿特区，以数字化运营为基础，起家于体育博客网络SB Nation，其战略是不断推出新站点。2011年初，沃克斯传媒的首席执行官吉姆·班科夫邀请Joystiq总编辑克里斯托弗·格兰特（Christopher Grant），希望共建一家新的游戏媒体。班科夫认为，公司网站的核心受众多为18—49岁，或喜爱游戏内容；团队成员还提到，彼时手机游戏与社交游戏逐步崛起，遊戲產業市场前景广阔。班科夫承诺投入重金打造专业网络新闻，但《福布斯》回顾当时的行业情况，称此时内容农场盛行、纸媒式微，故认为班科夫的设想简直是「纳尼亚世界」般的幻想，格兰特也对之怀疑，而婉拒邀请。同年年底，公司创立了科技博客The Verge，因其内容品质、设计水准、技术能力而大获成功，甚至吸引到宝马、微软等一线赞助商。格兰特也因此改变态度，希望「重新定义游戏新闻」，故再次与沃克斯接洽，并提交新提案，期待新网站既能与GameSpot、IGN等顶尖游戏媒体同场竞争，又能刊发具有史料价值的长篇特写。公司还拍摄了13集纪录片《Press Reset》，记录Polygon从筹划到上线的全过程。

网站上线时所使用的标志

《福布斯》称Polygon最初的16人团队「星光熠熠」——三大竞争对手博客的总编辑悉数加盟。格兰特于2012年1月离开Joystiq，并邀得Kotaku前总编布赖恩·克雷森特、《The Escapist》前总编拉斯·皮茨（Russ Pitts）加入。其他部分成员来自UGO Networks、IGN、音乐电视网（MTV）、VideoGamer.com、1UP.com、Game Informer等媒体。Polygon采取远距工作的方式，编辑分布在费城、亨廷顿、旧金山、悉尼、伦敦、奥斯汀等地。经过十个月筹备，编辑部确定了网站名称，并制定报道准则与评分标准。自2012年2月起，团队以「Vox Games」名义在The Verge发稿。网站名称「Polygon」于PAX游戏展的四月展会上公布，寓意「多边形」——电子游戏最基本的视觉单元。最终，网站于2012年10月24日夜间上线。
网站上线之初，即已牵手GEICO、索尼、联合利华等赞助商。2013年末，沃克斯传媒完成第二轮融资，随后宣布加码Polygon的视频内容，致力于让网站体验「更接近电视节目而非传统杂志」。2014年6月，Polygon认为专题和视频内容受众较少，故调整编辑方向，还辞退了特稿编辑拉斯·皮茨及部分视频团队成员。2014年玩家门风波时，网站遭受左倾人士与媒体的抵制，广告主也因压力而撤下广告。次年，网站聘请女性娱乐网站The Mary Sue的创始人苏珊娜·波洛（Susana Polo），报道范围扩展至流行文化与娱乐，与IGN、Kotaku等站点看齐。业界媒体GamesIndustry称，此举反映出游戏与科技媒体日益接纳女性主义视角。
此后，公司联合Polygon与SB Nation编辑团队，先后推出针对单款游戏的垂直站点：The Rift Herald（2016年3月，《英雄联盟》）、The Flying Courier（2017年6月，《Dota 2》）、Heroes Never Die（2017年6月，《守望先锋》）。2017年7月，布赖恩·克雷森特离职转投《滚石》旗下的游戏网站Glixel，克里斯·普兰特（Chris Plante）接任执行编辑。同年8月，视频制作人尼克·罗宾逊（Nick Robinson）因网络不当行为遭到举报，及后离职。2019年7月，克里斯托弗·格兰特升任高级副总裁，普兰特接任总编辑。

### Valnet（2025年至今）
2025年5月，沃克斯传媒将Polygon出售给加拿大数字媒体公司Valnet，同时裁撤了大部分编辑团队成员，包括总编辑克里斯·普兰特；少量员工继续留任。Valnet的并购负责人罗尼·阿祖马尼安（Rony Arzoumanian）在与The Verge的访谈中称，公司留下约十名员工，计划在未来五到十年逐步扩编队伍。他还称，Valnet不会删除Polygon既有文章存档。Aftermath援引「一位前员工」的说法，称「估计至少有25人被裁」，其中多为美国东部编剧工会成员。该工会与沃克斯传媒就新合约谈判，其批评沃克斯传媒毫无诚信。Game Developer认为，沃克斯出售网站，或说明其将退出游戏媒体领域。TheWrap引用Valnet前员工的说法，指责Valnet是「血汗工厂」，员工的权益不能得到保障。《PC Gamer》和Game Developer均称，近年来游戏媒体领域风云变幻；阿克西奥斯也分析道，大型综合新闻媒体在游戏报道领域面临盈利与整合难题。《卫报》和《Vice》指责公司将网站作为商品，忽略了创作者的真情实感。

## 内容
Polygon最初提供电子游戏新闻、资讯、评测、视频内容，并刻意把报道重心放在「做游戏、玩游戏的人」上，而非只谈论作品或是品牌本身。他们希望扩大读者群，让不熟悉游戏相关术语的读者也能享受文章:102。后来，内容也涵盖流行文化与娱乐方面。建站之初，编辑部计划每周推出多篇可媲美杂志封面故事的长篇特写。Polygon还设有游戏直播节目，例如《Car Boys》节目为两位主播在《BeamNG.drive》游戏中摧毁车辆。
评测方面，网站最初使用动态评分系统，会视游戏更新内容（例如补丁与可下载内容）及玩家活跃度（影响到多人在线模式）而调整分值。部分游戏发售后尚不稳定，Polygon会先提供临时评测，待游戏稳定后再在Metacritic等平台公布完整评分。2018年9月，其取消评分机制，转而采用更简单的系统，包括「推荐」（Recommended）和「必玩」（Essential）等标签，以鼓励读者阅读全文，从而了解评测者的观点。

### 设计
网站整体配色以粉红为主，布局借鉴The Verge的杂志化风格。
技术方面，网站采用HTML5响应式设计，能自动适配笔记本、平板、手机等设备。长篇特写亦针对平板阅读做了优化。网站最初使用公司自研的Chorus内容管理系统，后变更为WordPress。

### 商业
Polygon采用与SB Nation、The Verge相同的「定向内容赞助」模式：品牌可与某一连载栏目深度绑定。《福布斯》称，沃克斯传媒并非内容农场或是资讯聚合器，而是专注于社区建设，这对「杂志级」广告主更具吸引力。编辑部也把长篇特写当作高品质内容向广告商展示。

## 反响与评价
2014年6月，Comscore数据显示，Polygon当月在游戏媒体中流量排名第四，仅次于IGN、GameSpot、Kotaku。《Vice》的安东尼·富兰克林二世（Anthony Franklin II）赞扬网站是「为数不多还能让人感觉到在谈论游戏的大型媒体」。《卫报》的基思·斯图尔特（Keith Stuart）也称该网站是长期值得信赖的老牌游戏媒体。Poynter Institute注意到Polygon严肃对待游戏新闻的态度，认为它在惯常自嘲、不拘小节的娱乐新闻圈中树立了职业化标杆。西班牙《国家报》的豪尔赫·莫拉（Jorge Morla）于2025年评论称，网站先前产出的高品质文章，推动了电子娱乐这一媒介获得主流的关注；不过近年来，网站缺乏富有深度的原创内容，恐会沦为「流水线内容工厂」。而VentureBeat质疑Polygon在制作纪录片《Press Reset》时，接受了微软75万美元的赞助金。
创作内容上，VentureBeat赞扬网站部分人物特写令人眼前一亮。富兰克林将网站与昔日的《电子游戏月刊》相提并论，称网站上每篇文章「既顶尖又富有人情味」，能读出作者的个性。不过，VentureBeat于2014年批评网站的设计风格，认为其会分散读者注意力。
评测方面，2013年，Polygon给《最后生还者》打出了7.5/10的评分，GameRevolution指责该得分过低，认为作者「只是为了点击量而故意唱反调」。不过游戏制作团队回应称，「如果给游戏一个完美的评分很好，但是每个人都有自己的见解」。2016年5月，Polygon发布了《毁灭战士》实机演示影片，因试玩者操作生疏而遭到大量嘲讽，被质疑是否具备第一人称射击游戏经验。不过，本作创意总监雨果·马丁（Hugo Martin）表示，他们其实从那段视频中「得到了有价值的反馈」。莫拉批评网站的评分体系越来越注重种族、性别、政治立场等因素，而不是玩家的游玩体验，认为这忽视了读者需求。
2024年，该站获美国国家杂志奖的「视频」类别提名。

## 脚注